# Bauer Hilda
Bauer Hilda, teljes születési nevén Bauer Hildegárd Hilda, Schilling Oszkárné (Szeged (?), 1887. október 27. – Budapest (?), 1965) tanítónő, emlékíró.

## Családja és élete
Balázs Béla és Bauer Ervin testvére, Kaffka Margit sógornője. Zsidó családból származott, Bauer Simon és Lévy Eugénia (Jenny) lánya. 1915. május 6-án Budapesten, a VII. kerületben hozzáment dr. Schilling Oszkár festő, grafikushoz (1880–1960), Schilling Kálmán és Neszveda Anna fiához. Családjával kapcsolatos emlékiratait 1985-ben adta ki az MTA Filozófiai Intézete Emlékeim címen.

## Műve
- Emlékeim/ Levelek Lukácshoz [szerk., a képanyagot összeáll., az utószót és a jegyzeteket írta Lenkei Júlia]. [Bp.], 1985, MTA Filozófiai Intézete (Archívumi füzetek)[4]